# Ашумова, Ирада Сулейман кызы
Ирада Сулейман кызы Ашумова (азерб. İradə Süleyman qızı Aşumova) (25 февраля 1958, Баку, Азербайджанская ССР) — советская и азербайджанская спортсменка-стрелок и тренер (пулевая стрельба), бронзовый призёр Олимпиады 2004 года, серебряный призёр чемпионата мира 1985, 1998 и 2002 гг., обладатель Кубка мира 1986 года. Член клуба «Нефтчи».
Замужем за своим личным тренером Владимиром Лунёвым, двое детей, один из которых — стрелок Руслан Лунев. Хобби — чтение.
Из-за высокой конкуренции в советской сборной Ирада Ашумова дебютировала на Олимпийских играх лишь в возрасте 38 лет уже в составе сборной Азербайджана, всего она 4 раза выступала на Олимпийских играх (1996, 2000, 2004, 2012).